# New Age Heroine II
New Age Heroine II är det femte studioalbumet av den amerikanska rockgruppen Ours, utgivet den 18 november 2018.

## Låtlista
All text och musik är skriven av Jimmy Gnecco.
1. "Kill Me" – 4:47
2. "You Are the Light" – 4:07
3. "Pain Aside" – 4:39
4. "My Love" – 5:07
5. "New Age Heroine" – 6:31
6. "Fallen Flower" – 4:07
7. "Fly" – 6:02
8. "Miles Away" – 4:42
9. "Made to Love" – 4:48
10. "Ring the Bell" – 5:19